# Aaadonta irregularis
Aaadonta irregularis е вид охлюв от семейство Endodontidae. Видът е критично застрашен от изчезване.

## Разпространение
Разпространен е в Палау.